# Lac Le Jeune Provincial Park
Der Lac Le Jeune Provincial Park ist ein 213 Hektar großer Provincial Park in der kanadischen Provinz British Columbia. Er liegt etwa 37 Kilometer südlich von Kamloops und etwa 47 Kilometer nördlich von Merritt. Der Park ist über den Highway 5 zu erreichen und liegt im Thompson-Nicola Regional District.
In der unmittelbaren Nachbarschaft des Parks befindet sich mit dem Walloper Lake Provincial Park und dem Mcconnell Lake Provincial Park weitere, wenn auch kleiner, der Provincial Parks in British Columbia.

## Anlage
Der Park liegt im südlichen British Columbia, dem Interior Plateau, auf etwa 1280 Meter über dem Meer. Er besteht aus zwei, nicht direkt miteinander verbundenen, Teilen. Das Gelände am nördlichen Seeufer beherbergt den Camping- und den Picknickbereich, während der am südlichen und südwestlichen Ufer liegenden Bereich nicht direkt erreicht werden kann. Der nördliche Bereich des Parks durch Bewaldung und Grasland beherrscht. Der südlich und südwestlich gelegene Teil wird von Marschland beherrscht und sollte nicht betreten werden. Ein Wanderweg führt weitgehend an seinem Rand entlang.
Bei dem Park handelt es sich um ein Schutzgebiet der Kategorie II (Nationalpark).

## Geschichte
Der Park wurde im Jahr 1956 eingerichtet. Seinen Namen erhielt der Park vom See, an dem er liegt. Ursprünglich einmal 47 Hektar groß, wurde der Park im Laufe seiner Geschichte mehrfach vergrößert.
Wie bei fast allen Provinzparks in British Columbia gilt aber auch für diesen, dass er lange bevor die Gegend von Einwanderern besiedelt oder sie Teil eines Parks wurde, Jagd- und Fischereigebiet verschiedener Stämme der First Nations war.

## Flora und Fauna
Der Park liegt im zentralen Hochland zwischen den Coast Mountains und den Rocky Mountains. Innerhalb des Ökosystems von British Columbia wird die Gegend der Dry Mild Subzone der Interior Douglas-fir zone zugeordnet. Biogeoklimatische Zonen zeichnen sich durch ein grundsätzlich identisches oder sehr ähnliches Klima sowie gleiche oder sehr ähnliche biologische und geologische Voraussetzungen aus. Daraus resultiert in den jeweiligen Zonen dann auch ein sehr ähnlicher Bestand an Pflanzen und Tieren.
Hier wachsen hauptsächlich Fichten und Küsten-Kiefern. Allerdings finden sich hier auch Wasser-Birken (Betula occidentalis). Der Wald hat hier einen Unterwuchs aus Farnen, Gräsern, Nadel-Rosen  und Elfenglöckchen (engl. Fairybells), einer Unterart der Zeitlosengewächse. Im Unterholz finden sich ebenfalls Nuttalls Blüten-Hartriegel auch Pazifischer Blüten-Hartriegel genannt (engl. Pacific dogwood), die Wappenpflanze von British Columbia.
Im Park lässt sich der Diademhäher (engl. Stellar’s Jay), der Wappenvogel British Columbias, beobachten. Am See brüten  Seetaucher. Im See finden sich sehr viele Regenbogenforellen und locken damit auch Weißkopfseeadler an. Zahlreich vertreten sind die verschiedensten Kleinsäugetiere und -nagetiere, wie der Bisamratte. Aber auch Biber und Luchse finden sich hier.

## Aktivitäten
Die touristischen Attraktionen des Parks ergibt sich aus der besonderen Beliebtheit des Sees bei Anglern. Der Park ist besonders bei Familien mit Kindern sehr beliebt. Im Winter ist das Gebiet sehr bei Skilangläufern beliebt. Wanderern dient er als Ausgangsbasis für das nahegelegene Stake Lake Trail Netz.
Der Park verfügt über einen, mit Sanitäranlagen, ausgestatteten Campingbereich. Dieser bietet insgesamt 144, zum großen Teil reservierbare, Stellplätze für Wohnmobile und Zelte.